# Аллард Ліндгут
Аллард Ліндгут (нід. Allard Lindhout; 11 вересня 1987, Вармонд) — нідерландський футбольний арбітр. Він судить матчі в Ередивізі з 2015 року. Арбітри ФІФА та УЄФА.

## Суддівська кар'єра
5 жовтня 2010 року Ліндгут судив свій перший професійний матч на другому рівні. Матч в Апелдорні між АГОВВ та Росендал, якій завершився перемогою господарів АГОВВ з рахунком 1-0. Ліндгут показав п'ять жовтих карток. Сезон 2010/11 він закінчив з такими показниками: був арбітром у дев'яти матчах чемпіонату і тридцять чотири рази показав жовту картку. Це в середньому становить 3,8 жовтої картки за матч.
18 квітня 2015 року Ліндгут дебютував у ЕредивізіЕредивізі. Він судив матч між «Віллемом II» і «Гронінгеном» (1–4). У своєму дебютному матчі в Ередивізії він показав три жовті картки. У зв'язку з завершенням суддівської кар'єри Еріка Браамхаара 9 серпня 2017 року Ліндгут був переведений до старшої групи, найвищої групи в Нідерландах. З 2020 року він входить до міжнародного списку, що також дозволяє йому судити на міжнародних матчах. Свій перший міжнародний матч на рівні збірних Ліндгут відсудив 25 березня 2022 року між ПАР і Гвінеєю 0-0. У матчі він не показав жодної картки.
Входить до списку арбітрів ФІФА з 2020 року (також як відеоарбітр з 2021 року) та обслуговує міжнародні футбольні матчі. Дебютував у Лізі націй у червні 2022 року та в Лізі Європи у вересні 2022 року. З сезону 2023/24 є арбітром першої категорії УЄФА. Дебютував у Лізі Європи у вересні 2023 року (у першому груповому матчі між «Олімпіакосом» (Пірей) та «Фрайбургом»).
Судив матчі молодіжного чемпіонату Європи з футболу 2023.
Крім роботи у футболі, Ліндгаут підробляє вчителем у початковій школі.